# Coppa del Mondo di scherma 2013

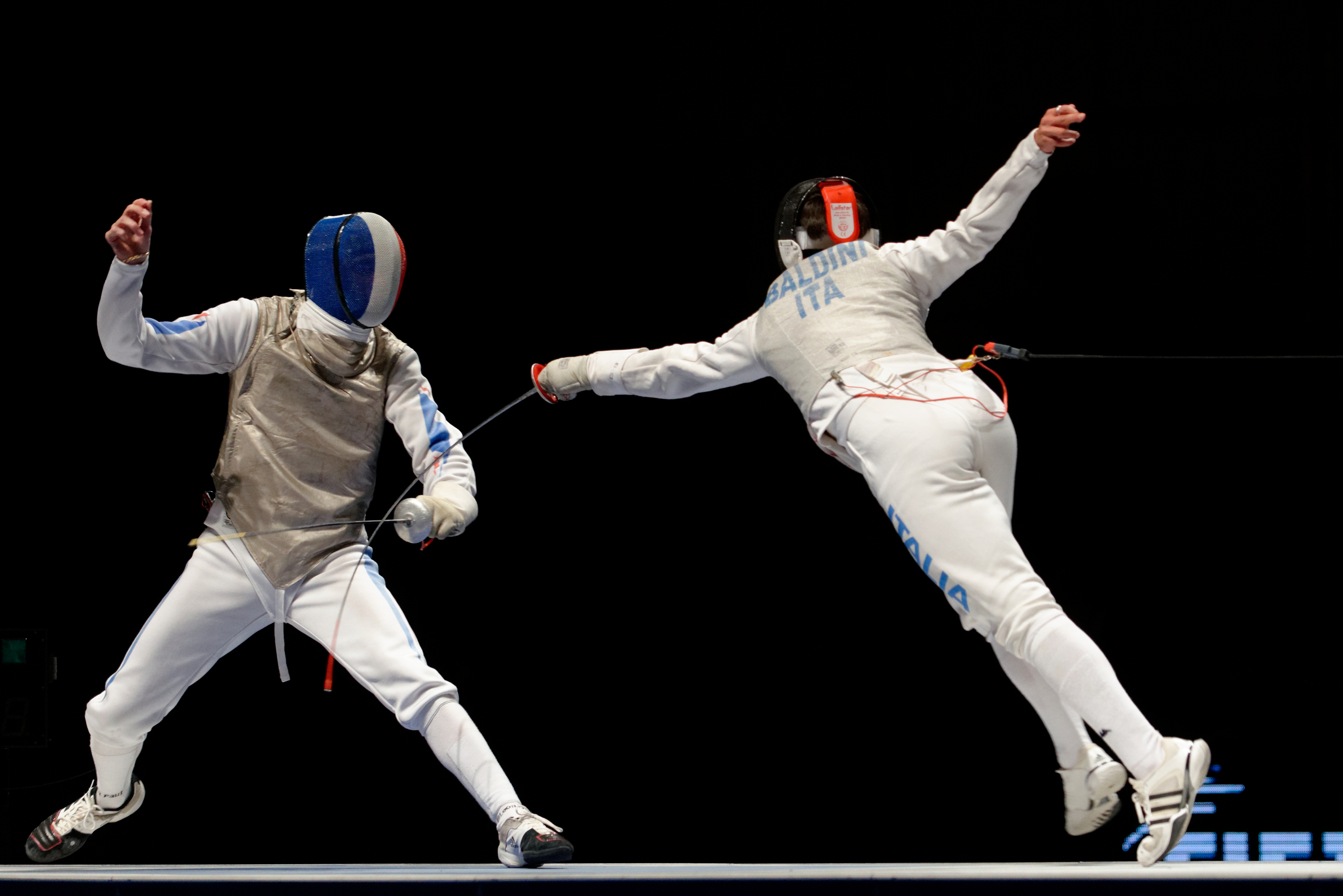
Finale della Coppa del Mondo di scherma 2013 a Parigi: Jérémy Cadot (sinistra) e Andrea Baldini (destra).

La Coppa del Mondo di scherma 2013 è stata la 42ª edizione della manifestazione. Ha avuto inizio ad ottobre 2012 e si è conclusa il 12 agosto 2013 con il 61º Campionato mondiale di scherma a Budapest. 

## Uomini

### Fioretto individuale

#### Classifica
| Pos. | Atleta               | Nazione       | Punti |
| ---- | -------------------- | ------------- | ----- |
| 1    | Andrea Cassarà       | Italia        | 195   |
| 2    | Gerek Meinhardt      | Stati Uniti   | 195   |
| 3    | Artur Achmatchuzin   | Russia        | 182   |
| 4    | Aleksej Čeremisinov  | Russia        | 167   |
| 5    | Miles Chamley-Watson | Stati Uniti   | 161   |
| 6    | Andrea Baldini       | Italia        | 160   |
| 7    | James-Andrew Davis   | Gran Bretagna | 143   |
| 8    | Valerio Aspromonte   | Italia        | 137   |
| 9    | Alexander Massialas  | Stati Uniti   | 120   |
| 10   | Race Imboden         | Stati Uniti   | 117   |

#### Tornei
| Data             | Luogo           | Cat. | Primo                 | Secondo             | Terzo                                       |
| ---------------- | --------------- | ---- | --------------------- | ------------------- | ------------------------------------------- |
| 26 gennaio 2013  | Parigi          | WC   | Andrea Baldini        | Jérémy Cadot        | Giorgio Avola Tao Jiale                     |
| 23 febbraio 2013 | La Coruña       | WC   | Artur Achmatchuzin    | Heo Jun             | Gerek Meinhardt Alexander Massialas         |
| 5 marzo 2013     | San Pietroburgo | GP   | James-Andrew Davis    | Alexander Massialas | Valerio Aspromonte Artur Achmatchuzin       |
| 17 marzo 2013    | Venezia         | GP   | Andrea Cassarà        | Gerek Meinhardt     | Peter Joppich Andrea Baldini                |
| 23 marzo 2013    | Bonn            | WC   | Andrea Baldini        | Andrea Cassarà      | Aleksej Čeremisinov Giorgio Avola           |
| 27 aprile 2013   | Seul            | WC   | Andrea Cassarà        | Erwann Le Péchoux   | Julien Mertine Li Hua                       |
| 4 maggio 2013    | Tokio           | GP   | Aleksej Čeremisinov   | Gerek Meinhardt     | Julien Mertine Artur Achmatchuzin           |
| 25 maggio 2013   | L'Avana         | WC   | Race Imboden          | Giorgio Avola       | Kenta Chida Aleksej Chovanskij              |
| 5 giugno 2013    | Shanghai        | CCH  | Heo Jun               | Ryō Miyake          | Kim Min-Kyu Cheung Siu Lun                  |
| 17 giugno 2013   | Cartagena       | CCH  | Gerek Meinhardt       | Race Imboden        | Miles Chamley-Watson Maximilien Van Haaster |
| 21 giugno 2013   | Zagabria        | CCH  | Peter Joppich         | Aleksej Čeremisinov | James-Andrew Davis Andrea Baldini           |
| 26 giugno 2013   | Città del Capo  | CCH  | Mohamed Ayoub Ferjani | Mohamed Essam       | Tarek Ayad Mohamed Samandi                  |
| 14 agosto 2013   | Budapest        | WCH  | Miles Chamley-Watson  | Artur Achmatchuzin  | Rostyslav Hercyk Valerio Aspromonte         |

Legenda:
- CCH = Campionati continentali
- GP = Grand Prix
- WC = Coppa del Mondo
- WCH = Campionati del Mondo

### Sciabola individuale

#### Classifica
| Pos. | Atleta              | Nazione       | Punti |
| ---- | ------------------- | ------------- | ----- |
| 1    | Veniamin Rešetnikov | Russia        | 200   |
| 2    | Áron Szilágyi       | Ungheria      | 184   |
| 3    | Tiberiu Dolniceanu  | Romania       | 183   |
| 4    | Diego Occhiuzzi     | Italia        | 170   |
| 5    | Gu Bon-gil          | Corea del Sud | 167   |
| 6    | Nikolaj Kovalëv     | Russia        | 158   |
| 7    | Benedikt Wagner     | Germania      | 131   |
| 8    | Luigi Samele        | Italia        | 131   |
| 9    | Enrico Berrè        | Italia        | 120   |
| 10   | Aljaksandr Bujkevič | Bielorussia   | 108   |

#### Tornei
| Data             | Luogo          | Cat. | Primo               | Secondo             | Terzo                            |
| ---------------- | -------------- | ---- | ------------------- | ------------------- | -------------------------------- |
| 19 gennaio 2013  | Plovdiv        | GP   | Kamil' Ibragimov    | Tiberiu Dolniceanu  | Luigi Samele Benedikt Wagner     |
| 9 febbraio 2013  | Madrid         | WC   | Fernando Casares    | Veniamin Rešetnikov | Nicolas Limbach Áron Szilágyi    |
| 16 febbraio 2013 | Padova         | WC   | Diego Occhiuzzi     | Veniamin Rešetnikov | Riccardo Nuccio Áron Szilágyi    |
| 10 marzo 2013    | Budapest       | GP   | Nicolas Limbach     | Kim Kye-Hwan        | Áron Szilágyi Fernando Casares   |
| 23 marzo 2013    | Mosca          | WC   | Nikolaj Kovalëv     | Diego Occhiuzzi     | Gu Bon-gil Maximilian Kindler    |
| 27 aprile 2013   | Atene          | WC   | Áron Szilágyi       | Benedikt Wagner     | Gu Bon-gil Vincent Anstett       |
| 4 maggio 2013    | Chicago        | WC   | Matyas Szabo        | Áron Szilágyi       | Benedikt Wagner Luigi Samele     |
| 19 maggio 2013   | Varsavia       | GP   | Aljaksandr Bujkevič | Diego Occhiuzzi     | Benedikt Wagner Gu Bon-gil       |
| 4 giugno 2013    | Shanghai       | CCH  | Gu Bon-gil          | Kim Jung-hwan       | Mojtaba Abedini Oh Eun-seok      |
| 18 giugno 2013   | Cartagena      | CCH  | Renzo Agresta       | Aleksander Ochocki  | Philippe Beaudry Daryl Homer     |
| 21 giugno 2013   | Zagabria       | CCH  | Tiberiu Dolniceanu  | Aleksej Jakimenko   | Nikolaj Kovalëv Enrico Berrè     |
| 25 giugno 2013   | Città del Capo | CCH  | Hichem Samandi      | Ahmed Amr           | Ziad Elsissy Ibrahima Keita      |
| 14 agosto 2013   | Budapest       | WCH  | Veniamin Rešetnikov | Nikolaj Kovalëv     | Tiberiu Dolniceanu Áron Szilágyi |

Legenda:
- CCH = Campionati continentali
- GP = Grand Prix
- WC = Coppa del Mondo
- WCH = Campionati del Mondo

### Spada individuale

#### Classifica
| Pos. | Atleta             | Nazione   | Punti |
| ---- | ------------------ | --------- | ----- |
| 1    | Rubén Limardo      | Venezuela | 204   |
| 2    | Nikolai Novosjolov | Estonia   | 197   |
| 3    | Max Heinzer        | Svizzera  | 167   |
| 4    | Gábor Boczkó       | Ungheria  | 165   |
| 5    | Fabian Kauter      | Svizzera  | 162   |
| 6    | Silvio Fernández   | Venezuela | 146   |
| 7    | Jörg Fiedler       | Germania  | 124   |
| 8    | Bohdan Nikišyn     | Ucraina   | 112   |
| 9    | Ulrich Robeiri     | Francia   | 98    |
| 10   | Ivan Trevejo       | Francia   | 97    |

#### Tornei
| Data             | Luogo          | Cat. | Primo              | Secondo                | Terzo                                 |
| ---------------- | -------------- | ---- | ------------------ | ---------------------- | ------------------------------------- |
| 19 gennaio 2013  | Doha           | GP   | Gábor Boczkó       | Anton Avdeev           | Nikolai Novosjolov Alexandre Blaszyck |
| 26 gennaio 2013  | Legnano        | WC   | Max Heinzer        | Silvio Fernández       | András Rédli Jung Jin-sun             |
| 16 febbraio 2013 | Heidenheim     | WC   | Bohdan Nikišyn     | Ulrich Robeiri         | Radosław Zawrotniak Enrico Garozzo    |
| 16 marzo 2013    | Tallinn        | WC   | Max Heinzer        | Song Jae-Ho            | Silvio Fernández Fabian Kauter        |
| 24 marzo 2013    | Vancouver      | GP   | Matteo Tagliariol  | Nikolai Novosjolov     | Gábor Boczkó Jörg Fiedler             |
| 4 maggio 2013    | Parigi         | WC   | Daniel Jerent      | Alexandre Blaszyck     | Iván Trevejo Nikolai Novosjolov       |
| 12 maggio 2013   | Berna          | GP   | Max Heinzer        | Bohdan Nikišyn         | Silvio Fernández Fabian Kauter        |
| 25 maggio 2013   | Buenos Aires   | WC   | Rubén Limardo      | Jiří Beran             | Norman Ackermann Radosław Zawrotniak  |
| 6 giugno 2013    | Shanghai       | CCH  | El'mir Alimžanov   | Kweon Young-Jun        | Kim Sang-Min Li Guojie                |
| 16 giugno 2013   | Cartagena      | CCH  | Silvio Fernández   | Hugues Boisvert-Simard | Ringo Quintero Álvarez Rubén Limardo  |
| 21 giugno 2013   | Zagabria       | CCH  | Jörg Fiedler       | Daniel Jerent          | Ulrich Robeiri Krzysztof Mikołajczak  |
| 27 giugno 2013   | Città del Capo | CCH  | Khaled Budheima    | Ahmed Nabil            | Abdelkarim El Haouari Ayman Fayez     |
| 14 agosto 2013   | Budapest       | WCH  | Nikolai Novosjolov | Rubén Limardo          | Fabian Kauter Pavel Suchov            |

Legenda:
- CCH = Campionati continentali
- GP = Grand Prix
- WC = Coppa del Mondo
- WCH = Campionati del Mondo

### Fioretto a squadre

#### Classifica
| Pos. | Nazione       | Punti |
| ---- | ------------- | ----- |
| 1    | Stati Uniti   | 388   |
| 2    | Italia        | 364   |
| 3    | Russia        | 316   |
| 4    | Germania      | 304   |
| 5    | Francia       | 246   |
| 6    | Corea del Sud | 220   |
| 7    | Cina          | 215   |
| 8    | Giappone      | 202   |
| 9    | Polonia       | 202   |
| 10   | Gran Bretagna | 198   |

#### Tornei
| Data             | Luogo          | Cat. | Primo         | Secondo     | Terzo         |
| ---------------- | -------------- | ---- | ------------- | ----------- | ------------- |
| 27 gennaio 2013  | Parigi         | WC   | Stati Uniti   | Germania    | Russia        |
| 24 febbraio 2013 | La Coruña      | WC   | Italia        | Stati Uniti | Russia        |
| 24 marzo 2013    | Bonn           | WC   | Russia        | Germania    | Italia        |
| 28 aprile 2013   | Seul           | WC   | Italia        | Stati Uniti | Francia       |
| 26 maggio 2013   | L'Avana        | WC   | Russia        | Stati Uniti | Italia        |
| 8 giugno 2013    | Shanghai       | CCH  | Corea del Sud | Giappone    | Cina          |
| 20 giugno 2013   | Cartagena      | CCH  | Stati Uniti   | Brasile     | Canada        |
| 21 giugno 2013   | Zagabria       | CCH  | Germania      | Polonia     | Gran Bretagna |
| 28 giugno 2013   | Città del Capo | CCH  | Egitto        | Tunisia     | Sudafrica     |
| 14 agosto 2013   | Budapest       | WCH  | Italia        | Stati Uniti | Francia       |

Legenda:
- CCH = Campionati continentali
- WC = Coppa del Mondo
- WCH = Campionati del Mondo

### Sciabola a squadre

#### Classifica
| Pos. | Nazione       | Punti |
| ---- | ------------- | ----- |
| 1    | Corea del Sud | 330   |
| 2    | Russia        | 324   |
| 3    | Italia        | 316   |
| 4    | Romania       | 290   |
| 5    | Germania      | 270   |
| 6    | Cina          | 250   |
| 7    | Ungheria      | 238   |
| 8    | Stati Uniti   | 221   |
| 9    | Bielorussia   | 195   |
| 10   | Ucraina       | 154   |

#### Tornei
| Data             | Luogo          | Cat. | Primo         | Secondo  | Terzo         |
| ---------------- | -------------- | ---- | ------------- | -------- | ------------- |
| 10 febbraio 2013 | Madrid         | WC   | Ungheria      | Cina     | Romania       |
| 17 febbraio 2013 | Padova         | WC   | Italia        | Ungheria | Corea del Sud |
| 24 marzo 2013    | Mosca          | WC   | Ungheria      | Russia   | Corea del Sud |
| 28 aprile 2013   | Atene          | WC   | Germania      | Italia   | Russia        |
| 5 maggio 2013    | Chicago        | WC   | Russia        | Italia   | Corea del Sud |
| 9 giugno 2013    | Shanghai       | CCH  | Corea del Sud | Iran     | Kazakistan    |
| 21 giugno 2013   | Cartagena      | CCH  | Stati Uniti   | Canada   | Venezuela     |
| 21 giugno 2013   | Zagabria       | CCH  | Italia        | Ungheria | Ucraina       |
| 28 giugno 2013   | Città del Capo | CCH  | Egitto        | Tunisia  | Senegal       |
| 14 agosto 2013   | Budapest       | WCH  | Russia        | Romania  | Corea del Sud |

Legenda:
- CCH = Campionati continentali
- WC = Coppa del Mondo
- WCH = Campionati del Mondo

### Spada a squadre

#### Classifica
| Pos. | Nazione     | Punti |
| ---- | ----------- | ----- |
| 1    | Ungheria    | 364   |
| 2    | Svizzera    | 326   |
| 3    | Venezuela   | 282   |
| 4    | Italia      | 276   |
| 5    | Ucraina     | 270   |
| 6    | Francia     | 260   |
| 7    | Stati Uniti | 237   |
| 8    | Cina        | 199   |
| 9    | Polonia     | 195   |
| 10   | Rep. Ceca   | 184   |

#### Tornei
| Data             | Luogo          | Cat. | Primo      | Secondo     | Terzo         |
| ---------------- | -------------- | ---- | ---------- | ----------- | ------------- |
| 26 gennaio 2013  | Legnano        | WC   | Svizzera   | Stati Uniti | Ungheria      |
| 17 febbraio 2013 | Heidenheim     | WC   | Italia     | Ungheria    | Cina          |
| 17 marzo 2013    | Tallinn        | WC   | Francia    | Svizzera    | Ungheria      |
| 4 maggio 2013    | Parigi         | WC   | Italia     | Venezuela   | Ungheria      |
| 26 maggio 2013   | Buenos Aires   | WC   | Svizzera   | Ungheria    | Venezuela     |
| 9 giugno 2013    | Shanghai       | CCH  | Kazakistan | Cina        | Corea del Sud |
| 19 giugno 2013   | Cartagena      | CCH  | Venezuela  | Stati Uniti | Cuba          |
| 21 giugno 2013   | Zagabria       | CCH  | Svizzera   | Ungheria    | Ucraina       |
| 29 giugno 2013   | Città del Capo | CCH  | Egitto     | Marocco     | Sudafrica     |
| 14 agosto 2013   | Budapest       | WCH  | Ungheria   | Ucraina     | Francia       |

Legenda:
- CCH = Campionati continentali
- WC = Coppa del Mondo
- WCH = Campionati del Mondo

## Donne

### Fioretto individuale

#### Classifica
| Pos. | Atleta               | Nazione     | Punti |
| ---- | -------------------- | ----------- | ----- |
| 1    | Arianna Errigo       | Italia      | 242   |
| 2    | Inna Deriglazova     | Russia      | 221   |
| 3    | Carolin Golubytskyi  | Germania    | 201   |
| 4    | Elisa Di Francisca   | Italia      | 188   |
| 5    | Larisa Korobejnikova | Russia      | 172   |
| 6    | Diana Jakovleva      | Russia      | 153   |
| 7    | Carolina Erba        | Italia      | 152   |
| 8    | Nzingha Prescod      | Stati Uniti | 139   |
| 9    | Astrid Guyart        | Francia     | 131   |
| 10   | Ysaora Thibus        | Francia     | 122   |

#### Tornei
| Data            | Luogo              | Cat. | Prima                | Seconda              | Terza                               |
| --------------- | ------------------ | ---- | -------------------- | -------------------- | ----------------------------------- |
| 2 febbraio 2013 | Danzica            | GP   | Arianna Errigo       | Astrid Guyart        | Elisa Di Francisca Ilaria Salvatori |
| 9 febbraio 2013 | Budapest           | WC   | Inna Deriglazova     | Larisa Korobejnikova | Ysaora Thibus Arianna Errigo        |
| 2 marzo 2013    | San Pietroburgo    | WC   | Inna Deriglazova     | Larisa Korobejnikova | Carolin Golubytskyi Ysaora Thibus   |
| 9 marzo 2013    | Tauberbischofsheim | WC   | Inna Deriglazova     | Elisa Di Francisca   | Aida Mohamed Arianna Errigo         |
| 23 marzo 2013   | Torino             | WC   | Arianna Errigo       | Julija Birjukova     | Larisa Korobejnikova Astrid Guyart  |
| 27 aprile 2013  | Seul               | GP   | Inna Deriglazova     | Astrid Guyart        | Carolina Erba Jeon Hee-sok          |
| 4 maggio 2013   | Shanghai           | WC   | Larisa Korobejnikova | Diana Jakovleva      | Inna Deriglazova Arianna Errigo     |
| 25 maggio 2013  | Marsiglia          | GP   | Nzingha Prescod      | Carolin Golubytskyi  | Carolina Erba Corinne Maîtrejean    |
| 5 giugno 2013   | Shanghai           | CCH  | Jeon Hee-sok         | Liu Yongshi          | Kim Mi-Na Jung Gil-ok               |
| 16 giugno 2013  | Cartagena          | CCH  | Lee Kiefer           | Nzingha Prescod      | Margaret Lu Alanna Goldie           |
| 21 giugno 2013  | Zagabria           | CCH  | Elisa Di Francisca   | Diana Jakovleva      | Carolin Golubytskyi Ysaora Thibus   |
| 25 giugno 2013  | Città del Capo     | CCH  | Inès Boubakri        | Eman Gaber           | Anissa Khelfaoui Noha Wasfy         |
| 14 agosto 2013  | Budapest           | WCH  | Arianna Errigo       | Carolin Golubytskyi  | Inna Deriglazova Elisa Di Francisca |

Legenda:
- CCH = Campionati continentali
- GP = Grand Prix
- WC = Coppa del Mondo
- WCH = Campionati del Mondo

### Sciabola individuale

#### Classifica
| Pos. | Atleta              | Nazione       | Punti |
| ---- | ------------------- | ------------- | ----- |
| 1    | Ol'ha Charlan       | Ucraina       | 302   |
| 2    | Mariel Zagunis      | Stati Uniti   | 246   |
| 3    | Kim Ji-yeon         | Corea del Sud | 209   |
| 4    | Ekaterina D'jačenko | Russia        | 192   |
| 5    | Irene Vecchi        | Italia        | 171   |
| 6    | Vassiliki Vougiouka | Grecia        | 146   |
| 7    | Aleksandra Socha    | Polonia       | 145   |
| 8    | Dina Galiakbarova   | Russia        | 131   |
| 9    | Lee Ra-Jin          | Corea del Sud | 116   |
| 10   | Julija Gavrilova    | Russia        | 107   |

#### Tornei
| Data             | Luogo          | Cat. | Primo               | Secondo              | Terzo                              |
| ---------------- | -------------- | ---- | ------------------- | -------------------- | ---------------------------------- |
| 26 gennaio 2013  | Londra         | WC   | Irene Vecchi        | Ekaterina D'jačenko  | Ol'ha Charlan Aleksandra Socha     |
| 2 febbraio 2013  | Orléans        | GP   | Ol'ha Charlan       | Dina Galiakbarova    | Mariel Zagunis Aleksandra Socha    |
| 23 febbraio 2013 | Gand           | WC   | Mariel Zagunis      | Ol'ha Charlan        | Aleksandra Socha Dina Galiakbarova |
| 2 marzo 2013     | Bologna        | WC   | Mariel Zagunis      | Ibtihaj Muhammad     | Ilaria Bianco Julija Gavrilova     |
| 16 marzo 2013    | Antalya        | WC   | Ol'ha Charlan       | Mariel Zagunis       | Kim Ji-yeon Vassiliki Vougiouka    |
| 23 marzo 2013    | Mosca          | GP   | Ol'ha Charlan       | Sofija Velikaja      | Mariel Zagunis Vassiliki Vougiouka |
| 4 maggio 2013    | Chicago        | WC   | Kim Ji-yeon         | Alina Komaščuk       | Dina Galiakbarova Jana Egorjan     |
| 26 maggio 2013   | Tianjin        | GP   | Ekaterina D'jačenko | Mariel Zagunis       | Charlotte Lembach Kim Ji-yeon      |
| 4 giugno 2013    | Shanghai       | CCH  | Kim Ji-yeon         | Lee Ra-jin           | Zhu Min Shen Chen                  |
| 17 giugno 2013   | Cartagena      | CCH  | Mariel Zagunis      | Anne-Elizabeth Stone | Alejandra Benítez Dagmara Wozniak  |
| 21 giugno 2013   | Zagabria       | CCH  | Ol'ha Charlan       | Vassiliki Vougiouka  | Irene Vecchi Aleksandra Socha      |
| 29 giugno 2013   | Città del Capo | CCH  | Azza Besbes         | Mennatalla Ahmed     | Mame Awa Ndao Mariam El Sway       |
| 14 agosto 2013   | Budapest       | WCH  | Ol'ha Charlan       | Ekaterina D'jačenko  | Irene Vecchi Kim Ji-Yeon           |

Legenda:
- CCH = Campionati continentali
- GP = Grand Prix
- WC = Coppa del Mondo
- WCH = Campionati del Mondo

### Spada individuale

#### Classifica
| Pos. | Atleta            | Nazione       | Punti |
| ---- | ----------------- | ------------- | ----- |
| 1    | Ana Maria Brânză  | Romania       | 258   |
| 2    | Anna Sivkova      | Russia        | 207   |
| 3    | Emese Szász       | Ungheria      | 185   |
| 4    | Xu Anqi           | Cina          | 139   |
| 5    | Sun Yujie         | Cina          | 126   |
| 6    | Shin A-lam        | Corea del Sud | 122   |
| 7    | Rossella Fiamingo | Italia        | 107   |
| 8    | Britta Heidemann  | Germania      | 103   |
| 9    | Julija Beljajeva  | Estonia       | 102   |
| 10   | Irina Embrich     | Estonia       | 101   |

#### Tornei
| Data            | Luogo                 | Cat. | Primo            | Secondo                | Terzo                                           |
| --------------- | --------------------- | ---- | ---------------- | ---------------------- | ----------------------------------------------- |
| 20 gennaio 2013 | Doha                  | WC   | Xu Anqi          | Ana Maria Brânză       | Lauren Rembi Tiffany Géroudet                   |
| 3 febbraio 2013 | Budapest              | GP   | Jana Šemjakina   | Anna Sivkova           | Joséphine Jacques-André-Coquin Ana Maria Brânză |
| 9 febbraio 2013 | Lipsia                | WC   | Jana Zvereva     | Yin Mingfang           | Sun Yujie Irina Embrich                         |
| 2 marzo 2013    | Saint-Maur-des-Fossés | WC   | Ana Maria Brânză | Emese Szász            | Irina Embrich Emma Samuelsson                   |
| 9 marzo 2013    | Barcellona            | WC   | Anna Sivkova     | Imke Duplitzer         | Lauren Rembi Ana Maria Brânză                   |
| 28 aprile 2013  | Xuzhou                | GP   | Choi In-Jeong    | Ana Maria Brânză       | Bianca Del Carretto Sun Yujie                   |
| 18 maggio 2013  | Rio de Janeiro        | WC   | Shin A-lam       | Britta Heidemann       | Sun Yujie Monika Sozanska                       |
| 24 maggio 2013  | L'Avana               | GP   | Ana Maria Brânză | Emese Szász            | Tat'jana Andrjušina Anna Sivkova                |
| 6 giugno 2013   | Shanghai              | CCH  | Xu Anqi          | Joanna Halls           | Sun Yujie Yeung Chui Ling                       |
| 18 giugno 2013  | Cartagena             | CCH  | Courtney Hurley  | Katharine Holmes       | Kelley Hurley Cleia Guilhon                     |
| 21 giugno 2013  | Zagabria              | CCH  | Ana Maria Brânză | Francesca Quondamcarlo | Renata Knapik Emese Szász                       |
| 26 giugno 2013  | Città del Capo        | CCH  | Sarra Besbes     | Ayah Mahdy             | Inès Boubakri Juliana Barrett                   |
| 14 agosto 2013  | Budapest              | WCH  | Julia Beljajeva  | Anna Sivkova           | Emese Szász Britta Heidemann                    |

Legenda:
- CCH = Campionati continentali
- GP = Grand Prix
- WC = Coppa del Mondo
- WCH = Campionati del Mondo

### Fioretto a squadre

#### Classifica
| Pos. | Nazione       | Punti |
| ---- | ------------- | ----- |
| 1    | Italia        | 448   |
| 2    | Francia       | 352   |
| 3    | Russia        | 304   |
| 4    | Corea del Sud | 292   |
| 5    | Stati Uniti   | 234   |
| 6    | Polonia       | 219   |
| 7    | Cina          | 211   |
| 8    | Germania      | 210   |
| 9    | Canada        | 208   |
| 10   | Ungheria      | 197   |

#### Tornei
| Data             | Luogo              | Cat. | Primo         | Secondo       | Terzo     |
| ---------------- | ------------------ | ---- | ------------- | ------------- | --------- |
| 10 febbraio 2013 | Budapest           | WC   | Italia        | Francia       | Germania  |
| 3 marzo 2013     | San Pietroburgo    | WC   | Italia        | Russia        | Francia   |
| 10 marzo 2013    | Tauberbischofsheim | WC   | Italia        | Russia        | Francia   |
| 24 marzo 2013    | Torino             | WC   | Italia        | Russia        | Francia   |
| 5 maggio 2013    | Shanghai           | WC   | Francia       | Corea del Sud | Italia    |
| 9 giugno 2013    | Shanghai           | CCH  | Corea del Sud | Cina          | Giappone  |
| 22 giugno 2013   | Cartagena          | CCH  | Stati Uniti   | Canada        | Venezuela |
| 21 giugno 2013   | Zagabria           | CCH  | Italia        | Francia       | Ungheria  |
| 29 giugno 2013   | Città del Capo     | CCH  | Tunisia       | Egitto        | Senegal   |
| 14 agosto 2013   | Budapest           | WCH  | Italia        | Francia       | Russia    |

Legenda:
- CCH = Campionati continentali
- WC = Coppa del Mondo
- WCH = Campionati del Mondo

### Sciabola a squadre

#### Classifica
| Pos. | Nazione       | Punti |
| ---- | ------------- | ----- |
| 1    | Ucraina       | 380   |
| 2    | Russia        | 368   |
| 3    | Stati Uniti   | 328   |
| 4    | Italia        | 280   |
| 5    | Polonia       | 226   |
| 6    | Ungheria      | 222   |
| 7    | Corea del Sud | 211   |
| 8    | Cina          | 210   |
| 9    | Francia       | 205   |
| 10   | Germania      | 198   |

#### Tornei
| Data             | Luogo          | Cat. | Primo         | Secondo  | Terzo       |
| ---------------- | -------------- | ---- | ------------- | -------- | ----------- |
| 26 gennaio 2013  | Londra         | WC   | Ucraina       | Russia   | Polonia     |
| 24 febbraio 2013 | Gand           | WC   | Corea del Sud | Italia   | Russia      |
| 3 marzo 2013     | Bologna        | WC   | Ucraina       | Italia   | Russia      |
| 17 marzo 2013    | Antalya        | WC   | Ucraina       | Russia   | Stati Uniti |
| 5 maggio 2013    | Chicago        | WC   | Stati Uniti   | Ungheria | Russia      |
| 9 giugno 2013    | Shanghai       | CCH  | Corea del Sud | Cina     | Kazakistan  |
| 20 giugno 2013   | Cartagena      | CCH  | Stati Uniti   | Messico  | Canada      |
| 21 giugno 2013   | Zagabria       | CCH  | Russia        | Ucraina  | Italia      |
| 29 giugno 2013   | Città del Capo | CCH  | Tunisia       | Egitto   | Sudafrica   |
| 14 agosto 2013   | Budapest       | WCH  | Ucraina       | Russia   | Stati Uniti |

Legenda:
- CCH = Campionati continentali
- WC = Coppa del Mondo
- WCH = Campionati del Mondo

### Spada a squadre

#### Classifica
| Pos. | Nazione     | Punti |
| ---- | ----------- | ----- |
| 1    | Cina        | 424   |
| 2    | Russia      | 342   |
| 3    | Romania     | 280   |
| 4    | Ungheria    | 256   |
| 5    | Ucraina     | 256   |
| 6    | Estonia     | 254   |
| 7    | Italia      | 226   |
| 8    | Stati Uniti | 210   |
| 9    | Francia     | 210   |
| 10   | Svezia      | 189   |

#### Tornei
| Data             | Luogo                 | Cat. | Primo       | Secondo       | Terzo     |
| ---------------- | --------------------- | ---- | ----------- | ------------- | --------- |
| 20 gennaio 2013  | Doha                  | WC   | Cina        | Estonia       | Ucraina   |
| 10 febbraio 2013 | Lipsia                | WC   | Cina        | Ungheria      | Romania   |
| 3 marzo 2013     | Saint-Maur-des-Fossés | WC   | Russia      | Ungheria      | Romania   |
| 10 marzo 2013    | Barcellona            | WC   | Cina        | Russia        | Ucraina   |
| 19 maggio 2013   | Rio de Janeiro        | WC   | Cina        | Ucraina       | Romania   |
| 9 giugno 2013    | Shanghai              | CCH  | Cina        | Corea del Sud | Hong Kong |
| 21 giugno 2013   | Cartagena             | CCH  | Stati Uniti | Brasile       | Argentina |
| 21 giugno 2013   | Zagabria              | CCH  | Estonia     | Romania       | Ungheria  |
| 28 giugno 2013   | Città del Capo        | CCH  | Tunisia     | Sudafrica     | Egitto    |
| 14 agosto 2013   | Budapest              | WCH  | Russia      | Cina          | Romania   |

Legenda:
- CCH = Campionati continentali
- WC = Coppa del Mondo
- WCH = Campionati del Mondo